# 抱川警察署
抱川警察署（ポチョンけいさつしょ）は、京畿北部地方警察庁所管の警察署である。

## 管轄区域
- 抱川市

## 沿革
- 1945年10月21日 -国立警察開設とともに、京畿道警察部傘下の警察署として開所。

## 管轄派出所
- 抱川派出所
- 蘇屹派出所
- 郡内派出所
- 内村派出所
- 官仁派出所
- 二東派出所
- 加山派出所
- 永北派出所
- 永中派出所
- 蒼水派出所
- 新北派出所
- 一東派出所
- 仙壇派出所
- 花峴派出所